# 林田茂雄
林田 茂雄（はやしだ しげお、1907年1月15日 - 1991年1月28日）は、日本の評論家。
熊本県生まれ。熊本第二師範学校中退。1924年上京、出版社等の仕事をしながら鳴海四郎の筆名で「文学界」（聚芳閣）ほかに戯曲や小説を投稿、同時に左翼活動を行う。1930年プロレタリア科学研究所事務局員となり「ナップ」「マルクス主義芸術」などに評論を発表。翌年『第二無産者新聞』（1932年から最初の活版『赤旗（せっき）』に解消）印刷部員となり地下活動に入る。1932年9月検挙、6年間非転向のまま下獄。戦後は社会・文芸評論家として多くの著作を著し、仏教に傾倒した。
1972年、丹羽文雄の小説に、林田の『たくましき親鸞』などからの剽窃が見つかり、問題になった。

## 著書
- 芸術における唯物弁証法の諸問題 五月書房 1948
- マルクス主義人生読本 マルキシズムと宗教 九州評論社 1948
- たくましき親鸞 共産主義者による再発見 大法輪閣 1950
- 般若心経の再発見 仏の道とマルクスの道 大法輪閣 1950「矛盾に生きる人生読本」青銅社 1966
- 人生論 生き甲斐の探求 理論社 1954
- 愛と性の自由のために 新読書社出版部 1954 改題「愛のモラル」
- 歎異鈔の問題点 大法輪閣 1955 「親鸞をけがす歎異鈔」(三一新書)
- 愛情論 第二・人生論 理論社 1955
- 親鸞 1956 (三一新書)
- 若き日の疑問 1956 (三一新書)
- 自殺論 自殺は人間の最期の自由である 1957 (三一新書)
- 漱石の悲劇 理論社 1958 (人生読本)
- 親鸞 知恵と勇気の教師 岩崎書店 1959 (少国民の偉人物語文庫)
- 泣かぬ泣虫小僧 1959 (三一新書)
- 泣かぬ泣虫小僧 続1960 (三一新書)
- 人生の疑問 青春出版社 1960 (青春新書)
- 人間変革の記録 1961 (青木新書)
- 愛と幸福の哲学 若い日の生き方を設計する 1962 (三一新書)
- 人生問答 自分を生かす勇気と力 青春出版社 1964 (青春新書)
- 現代青年論 1965 (青木新書)
- 婦人のための人生論 1966 (青木新書)
- 人生と愛情 文理書院 1967
- 矛盾に生きる人生論 マルクス主義と仏教の接点 現文社 1967 (現文新書)
- 現代恋愛論 1968 (青木新書)
- 働くものの愛情 学習の友社 1968 (学習文庫)
- 現代結婚論 愛は創造するもの 1972 (青木新書)
- 「赤旗」地下印刷局員の物語 わが若き日の生きがい 白石書店 1973
- 人間行動の弁証法 白石書店 1976.9
- 親鸞の思想と生涯 白石書店 1981.3
- ぼくも不良少年だった 白石書店 1981.11（『泣かぬ泣き虫小僧』の改定版）
- 伸びろ若草のように 白石書店 1981.12
- 維摩経の再発見 雪華社 1982.7
- 自由と生きがいの哲学 人間変革と社会変革 白石書店 1986.2
- ガンとの闘いに生きる 白石書店 1988.10

## 参考
- 日本近代文学大事典